# Guillermo Bofill

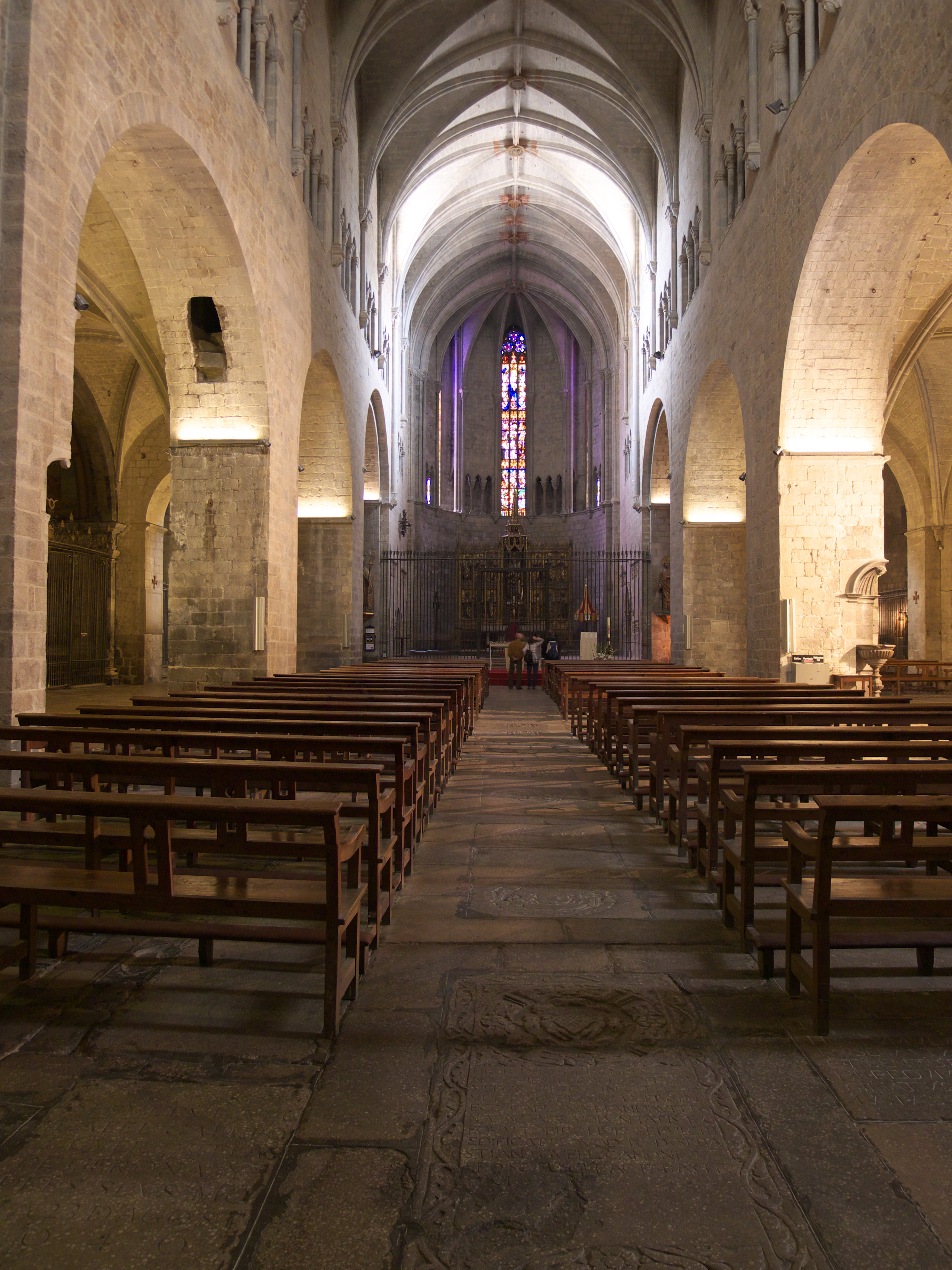
Por Guillermo, Basílica de San Félix, Girona

Guillermo Bofill foi um arquitecto espanhol, responsável pela construção da Catedral de Gerona.
Seu projeto foi aprovado em 1417. As obras continuaram sob sua direção até 1427, provavelmente a data de sua morte.